# Raión de Lagoysk
Lagoysk (en bielorruso: Лагойскі раён) es un raión o distrito de Bielorrusia, en la provincia (óblast) de Minsk. 
Comprende una superficie de 2 350 km².
El centro administrativo es la ciudad de Lagoysk.

## Demografía
Según estimación 2010 contaba con una población total de 35 957 habitantes.

## Subdivisiones
Comprende la ciudad subdistrital de Lagoysk, el asentamiento de tipo urbano de Pléshchanitsy y once consejos rurales:
- Akalova
- Aktsiabr
- Astróshytsy
- Bialáruchy (con capital en Alékshytsy)
- Haina (con capital en Lahazá)
- Zadorye
- Kámena
- Kraisk
- Lagoysk
- Shvaby
- Yanúshkavichy